# Presidentvalet i Finland 2012

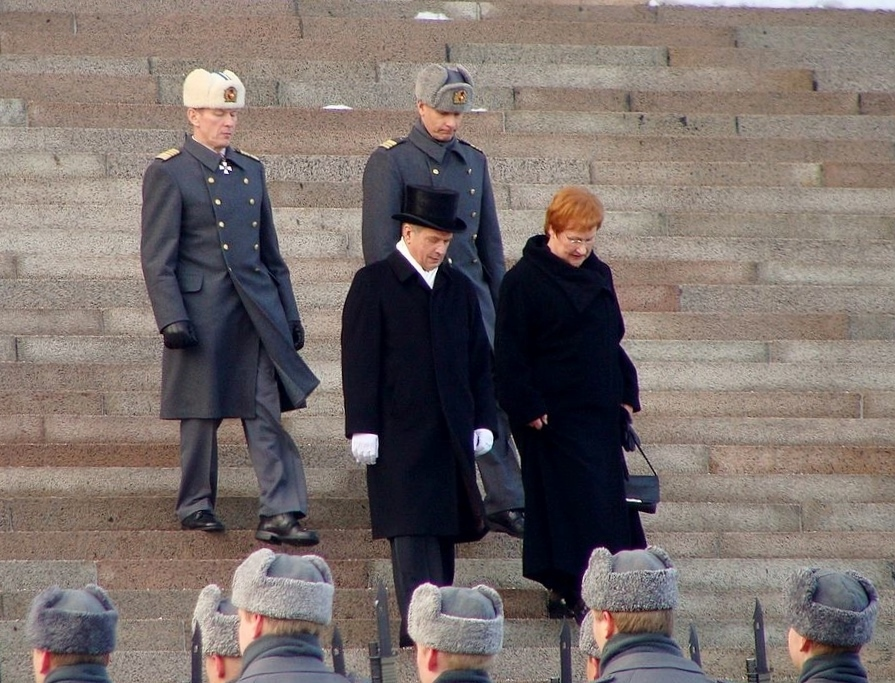
Sauli Niinistö och företrädaren Tarja Halonen i samband med presidentskiftet den 1 mars 2012.

Presidentvalet i Finland 2012 hölls den 22 januari 2012 och en andra valomgång den 5 februari 2012. Den valda kandidatens mandatperiod kommer att sträcka sig till 2018, med möjlighet till omval för ytterligare en period. Gällande lagstiftning medgav ej den sittande presidenten Tarja Halonen att ställa upp för återval, då hon innehaft ämbetet i två mandatperioder i följd.
Republiken Finlands president utses i direkt val. Om ingen kandidat får majoritet i valet, förrättas ett andra val mellan de två kandidater som erhållit flest röster.
I den första valomgången, som hölls den 22 januari, fick Sauli Niinistö 37,0 procent och Pekka Haavisto 18,8 procent av rösterna och dessa båda gick då vidare till en andra valomgång, som ägde rum den 5 februari. I den senare omgången erhöll Niinistö flest röster (1 802 285 stycken) och han tillträdde presidentämbetet den 1 mars. 1 076 910 väljare röstade på Haavisto i den andra valomgången.

## Valresultat
| Kandidat        | Parti               | Röster    | %     |
| --------------- | ------------------- | --------- | ----- |
| Sauli Niinistö  | Samlingspartiet     | 1 131 254 | 36,96 |
| Pekka Haavisto  | Gröna förbundet     | 574 275   | 18,76 |
| Paavo Väyrynen  | Centern             | 536 555   | 17,53 |
| Timo Soini      | Sannfinländarna     | 287 571   | 9,40  |
| Paavo Lipponen  | Socialdemokraterna  | 205 111   | 6,70  |
| Paavo Arhinmäki | Vänsterförbundet    | 167 663   | 5,48  |
| Eva Biaudet     | Svenska folkpartiet | 82 598    | 2,70  |
| Sari Essayah    | Kristdemokraterna   | 75 744    | 2,47  |

| Kandidat       | Parti           | Röster    | %     |
| -------------- | --------------- | --------- | ----- |
| Sauli Niinistö | Samlingspartiet | 1 802 285 | 62,60 |
| Pekka Haavisto | Gröna förbundet | 1 076 910 | 37,40 |

## Kandidater
Alla partier representerade i Finlands riksdag nominerade var sin kandidat. Ingen kandidat nominerades av valmansförening.
| Kandidater                                                            | Kandidater                                                             | Kandidater                                                             | Kandidater                                                               |
| --------------------------------------------------------------------- | ---------------------------------------------------------------------- | ---------------------------------------------------------------------- | ------------------------------------------------------------------------ |
| Pekka Haavisto Gröna förbundet Elektorsnummer: 2 Nominerad 11 juni    | Timo Soini Sannfinländarna Elektorsnummer: 3 Nominerad 15 oktober      | Paavo Väyrynen Centerpartiet Elektorsnummer: 4 Nominerad 29 oktober    | Paavo Lipponen Socialdemokraterna Elektorsnummer: 5 Nominerad 8 oktober  |
| Sauli Niinistö Samlingspartiet Elektorsnummer: 6 Nominerad 22 oktober | Sari Essayah Kristdemokraterna Elektorsnummer: 7 Nominerad 26 november | Eva Biaudet Svenska folkpartiet Elektorsnummer: 8 Nominerad 22 oktober | Paavo Arhinmäki Vänsterförbundet Elektorsnummer: 9 Nominerad 20 november |